# Illnau-Effretikon
Illnau-Effretikon és un municipi del cantó de Zúric (Suïssa), situat al districte de Pfäffikon.